# Sedum catorce
Sedum catorce är en fetbladsväxtart som beskrevs av Guy L. Nesom. Sedum catorce ingår i Fetknoppssläktet som ingår i familjen fetbladsväxter. Inga underarter finns listade i Catalogue of Life.